# Shaggy Rogers
Norville "Shaggy" Rogers este un personaj fictiv din seria de desene animate americană Scooby Doo, despre aventurile a patru adolescenți și a câinelui lui Shaggy, din specia marelui danez pe nume Scooby Doo. Shaggy este întotdeauna văzut cu păr maro și de regulă cu tricou verde, pantaloni roșii și pantofi negri. Câteodată (în Cele 13 fantome ale lui Scooby-Doo, Scooby-Doo îi cunoaște pe frații Boo, Scooby-Doo și Școala de Vampiri, Scooby-Doo și Vârcolacii Potrivnici și doar Cyber Shaggy din nivelul 10 al jocului video din Scooby-Doo și Vânătoarea de Viruși) poartă un tricou roșu și pantaloni albaștri.
Cel mai bun prieten al lui Scooby Doo, Shaggy îi împărtășește pasiunea pentru mâncare și firea fricoasă. Alături de Scooby Doo, este responsabil pentru râsetele stârnite de gașca lui Scooby-Doo. Dar când problemele încep să apară, se poate conta pe Shaggy să-și ia picioarele în spinare și să-i strige lui Scooby Doo, „Fuuuugi, Scoob!”. El uneori conduce Mașina Misterelor când Fred nu poate s-o facă.

## Actori
Shaggy a fost jucat de:
- Casey Kasem (1969–1997 (inclusiv albumele audio Peter Pan Records: Scooby-Doo and His Friends și Exciting Christmas Stories with Scooby-Doo and Friends din 1978, dar nu și cărțile audio și albumul audio Peter Pan Records din 1977) + 2 reclame Cartoon Network din 1998; august 2002–2009 (doar în serialul Ce e nou, Scooby-Doo?, filme, TV speciale, unele reclame și jucării, un episod din Sabrina the Teenage Witch din 2002, filmul Looney Tunes: Back in Action din 2003, jocul pe calculator Scooby-Doo's Yum Yum Go! din 2009 și un episod din serialul Children in Need Medley din 2009)
- Billy West (1998)
- Scott Innes (1999–iulie 2002 (toate produțiile); 1998 în Scooby-Doo în spatele scenelor; jocuri video, jocuri pe DVD, jocuri pe computer, comercializări și unele jucării până în 2009 + reclamă Fred's Ascot (Cartoon Network) din 2003 (pentru Ce e nou, Scooby-Doo?); DVD de scurtmetraje CN numit Scooby-Doo and the Toon Tour of Mysteries din 2004; un episod din Harvey Birdman: Attorney at Law din 2005; 2 reclame McDonald's din 2010 și 2014; reclamă Halifax din 2017; o atracție (dintr-un parc de distracții WB) Scooby-Doo Dark Ride - Trackless Ride din 2018 și seria de scurtmetraje WB Scooby-Doo! Playmobil Mini Mysteries din 2020)
- Matthew Lillard (2010–prezent; filme live-action din 2002 și 2004 + Robot Chicken (în 2005, 2007, 2012, 2018, 2019), jocul video Scooby-Doo 2: Monsters Unleashed (Video Game) din 2004 și MAD (2011, 2013))
- Scott Menville (2006–2008 în Shaggy și Scooby-Doo fac echipă)
- Will Forte (2020 în Scoob)
- Nick Palatas (filme live-action din 2009 și 2010)
- Duncan Robertson (cărți audio Peter Pan Records cu Scooby-Doo (Scooby-Doo and the Mystery of the Sticky Money, Scooby-Doo and the Mystery of the Strange Paw Prints, Scooby-Doo and the Mystery of the Ghost in the Doghouse și Scooby-Doo and the Mystery of Rider Without a Head) din 1977 și albumul audio Peter Pan Records Scooby-Doo: 3 Stories din 1977)
- Tom Kenny (reclamă Burger King din 1996)
- Cascy Beddow (Micul Shaggy în Scooby-Doo 2: Monștrii dezlănțuiți din 2004)
- Seth Green (2009 în Robot Chicken)
- Kevin Shinick (2012 în MAD)

1. 1 2 3  Česko-Slovenská filmová databáze